# 문산초등학교 (경기)
문산초등학교는 대한민국 경기도 파주시에 있는 공립 초등학교이다.

## 학교 연혁
- 1914년 4월 1일 - 사립 문창학교 개교
- 1918년 3월 1일 - 문산공립보통학교 개편
- 1938년 4월 1일 - 임진공립심상소학교로 개칭
- 1941년 4월 1일 - 임진공립국민학교로 개칭
- 1950년 6월 1일 - 문산국민학교로 개칭
- 1957년 4월 1일 - 수복 개교
- 1984년 6월 1일 - 병설유치원 개원
- 1996년 3월 1일 - 문산초등학교로 개칭
- 2014년 3월 1일 - 제22대 구영준 교장 취임
- 2018년 3월 1일 - 제23대 장이환 교장 취임
- 2022년 3월 1일 - 제24대 김성일 교장 취임

## 학교 상징
- 교목(校木) - 은행나무
- 교화(校花) - 장미

## 참고 자료
- 문산초등학교 - 한국교육학술정보원 학교알리미